# Screen Actors Guild Awards 2019
Screen Actors Guild Awards 2019 var den 25:e upplagan av Screen Actors Guild Awards som belönade skådespelarinsatser i filmer och TV-produktioner från 2018 och sändes från Shrine Auditorium i Los Angeles, Kalifornien den 27 januari 2019 av TNT och TBS. Megan Mullally var årets värd.

## Vinnare och nominerade
Nomineringarna tillkännagavs den 12 december 2018 och presenterades av Awkwafina och Laverne Cox. Vinnarna listas i fetstil.

### Filmer
| Bästa manliga huvudroll - Rami Malek – Bohemian Rhapsody - Christian Bale – Vice - Bradley Cooper – A Star Is Born - Viggo Mortensen – Green Book - John David Washington – BlacKkKlansman | Bästa kvinnliga huvudroll - Glenn Close – The Wife - Emily Blunt – Mary Poppins kommer tillbaka - Olivia Colman – The Favourite - Lady Gaga – A Star Is Born - Melissa McCarthy – Can You Ever Forgive Me? |
| Bästa manliga biroll - Mahershala Ali – Green Book - Timothée Chalamet – Beautiful Boy - Adam Driver – BlacKkKlansman - Sam Elliott – A Star Is Born - Richard E. Grant – Can You Ever Forgive Me? | Bästa kvinnliga biroll - Emily Blunt – A Quiet Place - Amy Adams – Vice - Margot Robbie – Mary Queen of Scots - Emma Stone – The Favourite - Rachel Weisz – The Favourite                                  |
| Bästa ensemble i en film - Black Panther – Angela Bassett, Chadwick Boseman, Sterling K. Brown, Winston Duke, Martin Freeman, Danai Gurira, Michael B. Jordan, Daniel Kaluuya, Lupita Nyong'o, Andy Serkis, Forest Whitaker och Letitia Wright - BlacKkKlansman – Harry Belafonte, Adam Driver, Topher Grace, Laura Harrier, Corey Hawkins och John David Washington - Bohemian Rhapsody – Lucy Boynton, Aidan Gillen, Ben Hardy, Tom Hollander, Gwilym Lee, Allen Leech, Rami Malek, Joseph Mazzello och Mike Myers - Crazy Rich Asians – Awkwafina, Gemma Chan, Henry Golding, Ken Jeong, Lisa Lu, Harry Shum Jr., Constance Wu och Michelle Yeoh - A Star Is Born – Dave Chappelle, Andrew Dice Clay, Bradley Cooper, Sam Elliott, Rafi Gavron, Lady Gaga och Anthony Ramos | |
| Bästa stuntensemble i en film - Black Panther - Ant-Man and the Wasp - Avengers: Infinity War - The Ballad of Buster Scruggs - Mission: Impossible – Fallout | |

### Television
| Bästa manliga skådespelare i en dramaserie - Jason Bateman – Ozark - Sterling K. Brown – This Is Us - Joseph Fiennes – The Handmaid's Tale - John Krasinski – Jack Ryan - Bob Odenkirk – Better Call Saul | Bästa kvinnliga skådespelare i en dramaserie - Sandra Oh – Killing Eve - Julia Garner – Ozark - Laura Linney – Ozark - Elisabeth Moss – The Handmaid's Tale - Robin Wright – House of Cards                                          |
| Bästa manliga skådespelare i en komediserie - Tony Shalhoub – The Marvelous Mrs. Maisel - Alan Arkin – The Kominsky Method - Michael Douglas – The Kominsky Method - Bill Hader – Barry - Henry Winkler – Barry | Bästa kvinnliga skådespelare i en komediserie - Rachel Brosnahan – The Marvelous Mrs. Maisel - Alex Borstein – The Marvelous Mrs. Maisel - Alison Brie – GLOW - Jane Fonda – Grace and Frankie - Lily Tomlin – Grace and Frankie     |
| Bästa manliga skådespelare i en TV-film eller miniserie - Darren Criss – Mordet på Gianni Versace - Antonio Banderas – Genius: Picasso - Hugh Grant – En engelsk skandal - Anthony Hopkins – King Lear - Bill Pullman – The Sinner | Bästa kvinnliga skådespelare i en TV-film eller miniserie - Patricia Arquette – Escape at Dannemora - Amy Adams – Sharp Objects - Patricia Clarkson – Sharp Objects - Penélope Cruz – Mordet på Gianni Versace - Emma Stone – Maniac |
| Bästa ensemble i en dramaserie - This Is Us – Eris Baker, Alexandra Breckenridge, Sterling K. Brown, Niles Fitch, Mackenzie Hancsicsak, Justin Hartley, Faithe Herman, Jon Huertas, Melanie Liburd, Chrissy Metz, Mandy Moore, Lyric Ross, Chris Sullivan, Milo Ventimiglia, Susan Kelechi Watson och Hannah Zeile - The Americans – Anthony Arkin, Scott Cohen, Brandon J. Dirden, Noah Emmerich, Laurie Holden, Margo Martindale, Matthew Rhys, Costa Ronin, Keri Russell, Keidrich Sellati, Miriam Shor och Holly Taylor - Better Call Saul – Jonathan Banks, Rainer Bock, Ray Campbell, Giancarlo Esposito, Michael Mando, Bob Odenkirk och Rhea Seehorn - The Handmaid's Tale – Alexis Bledel, Madeline Brewer, Amanda Brugel, Ann Dowd, O.T. Fagbenle, Joseph Fiennes, Nina Kiri, Max Minghella, Elisabeth Moss, Yvonne Strahovski, Sydney Sweeney och Bahia Watson - Ozark – Jason Bateman, Lisa Emery, Skylar Gaertner, Julia Garner, Darren Goldstein, Jason Butler Harner, Carson Holmes, Sofia Hublitz, Laura Linney, Trevor Long, Janet McTeer, Peter Mullan, Jordana Spiro, Charlie Tahan, Robert Treveiler och Harris Yulin | |
| Bästa ensemble i en komediserie - The Marvelous Mrs. Maisel – Caroline Aaron, Alex Borstein, Rachel Brosnahan, Marin Hinkle, Zachary Levi, Kevin Pollak, Tony Shalhoub, Brian Tarantina och Michael Zegen - Atlanta – Khris Davis, Donald Glover, Brian Tyree Henry och Lakeith Stanfield - Barry – Darrell Britt-Gibson, D'Arcy Carden, Andy Carey, Anthony Carrigan, Rightor Doyle, Glenn Fleschler, Alejandro Furth, Sarah Goldberg, Bill Hader, Kirby Howell-Baptiste, Paula Newsome, John Pirruccello, Stephen Root och Henry Winkler - GLOW – Britt Baron, Shakira Barrera, Alison Brie, Kimmy Gatewood, Betty Gilpin, Rebekka Johnson, Chris Lowell, Sunita Mani, Marc Maron, Kate Nash, Sydelle Noel, Victor Quinaz, Gayle Rankin, Bashir Salahuddin, Kia Stevens, Jackie Tohn, Ellen Wong och Britney Young - The Kominsky Method – Jenna Lyng Adams, Alan Arkin, Sarah Baker, Casey Thomas Brown, Michael Douglas, Ashleigh LaThrop, Emily Osment, Graham Rogers, Susan Sullivan, Melissa Tang och Nancy Travis | |
| Bästa stuntensemble i en TV-serie - GLOW - Daredevil - Jack Ryan - The Walking Dead - Westworld | |

### Screen Actors Guild Life Achievement Award
- Alan Alda